# Karl-Olov Arnstberg
Karl-Olov Åke Arnstberg, född 24 september 1943, är en svensk etnolog (tidigare professor i etnologi vid Stockholms universitet), författare och debattör. Han har skrivit flera uppmärksammade böcker, bland annat Typiskt svenskt. Arnstberg är känd som debattör och kommentator i frågor som rör bland annat politisk korrekthet, den antisemitiska konspirationsteorin kulturmarxism, kritik mot romer och Sveriges migrationspolitik.
Arnstberg är uppvuxen i Bromma. Han brukade medverka som debattör i olika samhällsprogram i TV. Vårarna och somrarna 1991 och 1992 var han krönikör i Expressen. Han har medverkat i tidskriften Axess magasin flera gånger med essäer. Dessutom har han medverkat i Axess Televisions program. Tidigare skrev han emellanåt i bland annat Moderna tider. Han har också givit utlåtanden till polisen vid grova brott där romer har varit inblandade. Arnstberg är bland annat opinionsbildare och skribent för alternativmediet Nya Tider.

## Forskning om minoriteter och romer
Karl-Olov Arnstberg har utfört omfattande forskning om etniska minoriteter och deras interaktioner med majoritetsbefolkningarna de lever bland. Han har gjort ett flertal studier av den romska minoriteten, bland annat på uppdrag av Statens invandrarverk (nuvarande Migrationsverket). Arnstbergs studier om romer har getts ut av bland annat förlagen Routledge, Liber Läromedel, LT och Carlsson.
Hösten 1972 utförde Arnstberg tillsammans med fotografen Tommy Goldman ett fältarbete om finska romer i Åbo. Studien finansierades av Kulturfonden för Sverige-Finland och genomfördes i samarbete med Kulturhistoriska institutionen vid Åbo akademi och Folkloristiska institutionen vid Åbo universitet. Arnstberg och Goldman intervjuade tjänstemän i Åbo stadsförvaltning som arbetade med romer och följde även en grupp romer under två veckor. Resultatet av fältarbetet publicerades i boken Zigenarens väg som kom ut på LTs förlag 1974.
Hösten 1993 fick Arnstberg i uppdrag av Stockholms socialförvaltning att utvärdera den så kallade Stenbysektionen i Rinkebys sociala arbete bland romer. Tanken var att Stenbysektionens projekt skulle kunna ligga till grund för insatser för romer av andra myndigheter förutsatt att verksamheten hade varit lyckad. Förfrågan blev upptakten till ett fältarbete där Arnstberg följde Stenbysektionens arbete i ett år. Han studerade personalens relationer med romerna och hur romerna levde i nittiotalets Rinkeby.
Fältarbetet i Rinkeby kom några år senare att ge upphov till boken Svenskar och zigenare som inte bara handlar om situationen i Rinkeby utan är en bredare studie med fokus på ”hur svenska forskare, debattörer, journalister och myndighetspersoner under tiden efter andra världskriget engagerat sig för att integrera en nomadiserande kultur i ett modernt samhälle”. I boken diskuterar Arnstberg varför socialt arbete med romer ofta misslyckas trots myndigheternas goda avsikter.
I en intervju 2011 berättade han hur publiceringen av boken Svenskar och zigenare (1998) utgjorde en vändpunkt i hans liv. 
Dessförinnan var han en flitigt anlitad talare om romerna, om vars kultur han länge hade forskat, men efteråt blev det sällsynt;  Arnstberg säger sig ha blivit persona non grata och uppger i intervjun: "Fick inga uppdrag, och tidningarna skrev en massa strunt om mig. En massa folk som knappt hade sett romer annat än på håll, än mindre pratat med dem, kallade boken rasistisk."

## Politiskt engagemang
Arnstberg har i den högerextrema tidningen Nya tider bland annat framfört åsikten att Sverige rör sig mot en totalitär framtid.

### Akademiska verk

#### Böcker
- Zigenarens väg. Essä om en minoritet (LTs förlag 1974)
- Etniska minoriteter i Sverige förr och nu (medförfattare: Billy Ehn) (Liber Läromedel 1976)
- Datering av knuttimrade hus i Sverige (doktorsavhandling) (Nordiska museets förlag 1977) ISBN 9171081283
- Tio år efteråt. Skärholmen, anteckningar och fotografier (tillsammans med fotografen Lars Ekenborn) (Liber förlag 1979)
- Det osynliga arvet. Intervjuer med invandrare (medförfattare: Billy Ehn) (Författarförlaget 1980)
- Kulturanalys i praktiken. Svar på 20 frågor som brukar ställas om zigenare (Statens invandrarverk 1984)
- Teori för kulturforskare (Carlsson Bokförlag 1986)
- Svenskhet. Den kulturförnekande kulturen (Carlsson Bokförlag 1989)
- Utforskaren. Studier i Sigurd Erixons etnologi (Carlsson Bokförlag 1989)
- Socialarbetare. En etnologisk analys (Studentlitteratur 1989)
- Den klagande svensken (Carlsson Bokförlag 1993)
- Fältetnologi (Carlsson Bokförlag 1997)
- Svenskar och zigenare. En etnologisk studie av samspelet över en kulturell gräns (Carlsson Bokförlag 1998)
- Sverige och invandringen (Studentlitteratur 2008)

#### Forskningsrapporter
- Vad är kultur? (text i UHÄ-rapporten Vårdutbildningarna och internationaliseringen – invandrarfrågornas roll i utbildningen) (Universitets- och högskoleämbetet 1984)
- Ingenjörsromantik. Om behovslärans roll inom svensk samhällsplanering (Institutet för folklivsforskning 1986)
- I samspel med vem då? Möjliga kunskapsförluster i datoriseringsprocesser (Institutet för folklivsforskning 1986)
- Var finns kulturen? (Institutet för folklivsforskning 1986)
- Provocerad svenskhet (Institutet för folklivsforskning 1986)
- Om längtan efter kaviar. Svenska biståndsarbetare i fält (Institutet för folklivsforskning 1987)
- Tjejerna på kassan. En etnologisk studie av yrkeskompetensen på ett försäkringskassekontor (Arbetslivscentrum 1989)
- Cheferna på kassan (Arbetslivscentrum 1990)
- Invandrare och fritid (Svenska kommunförbundet 1991)
- Kristoffer och hans verkstad. Om småskaligt servicearbete i en stor sjöstad (Sjöhistoriska museet 1994)
- Smaka känga: vägen tillbaka. Intervjuer med avhoppade nynazister (medförfattare: Jonas Hållén) (Skandia 2000)

### Populärvetenskap och debatt

#### Populärvetenskap
- Korvboken. Hjälpreda och kulturhistoria (medförfattare: Anders Björklund) (Carlsson Bokförlag 1983)
- Typiskt svenskt. 8 essäer om det nutida Sverige (Carlsson Bokförlag 2005)
- Sprawl (Symposion 2005)
- Svenska tabun (Carlsson Bokförlag 2007)
- Mera svenskt. Sex essäer om svenskhet (Carlsson Bokförlag 2008)

#### Debattböcker
- Invandring och mörkläggning – En saklig rapport från en förryckt tid (medförfattare: Gunnar Sandelin) (Debattförlaget 2013)
- Invandring och mörkläggning II – Fördjupningar och förklaringar (medförfattare: Gunnar Sandelin) (Debattförlaget 2014)
- Romer i Sverige (Debattförlaget 2015)
- Priset, tolv författare om svensk repression (Debattförlaget 2017)
- PK-samhället (Debattförlaget 2017)
- Efter demokratin : sju essäer (Debattförlaget 2019)

### Skönlitteratur
- Betraktaren (Bonniers 1977)
- Fölhamnen (Bonniers 1979)
- Charadens lösning (Bonniers 1980)
- Bevakningsmannen (Liber förlag 1980)
- Ekstasis (Carlsson Bokförlag 1984)
- Resan till Ungern (Carlsson Bokförlag 1986)
- Brevet till brorsan (Carlsson Bokförlag 1989)